# Nelson Bonilla
Nelson Wilfredo Bonilla Sánchez, oder einfach nur Nelson Bonilla (* 11. September 1990 in San Salvador) ist ein salvadorianischer Fußballspieler.

## Karriere

### Verein
Das Fußballspielen erlernte er beim Nejapa FC in El Salvador. Seinen ersten Vertrag unterschrieb der Stürmer in der Hauptstadt beim Alianza FC. Hier erzielte er in fünf Jahren mindestens einundzwanzig Tore und wurde 2011 Meister der Clausura. 2014 zog es ihn nach Europa. Hier unterzeichnete er einen Vertrag beim rumänischen Klub FC Viitorul Constanța. In 25 Spielen erzielte er sieben Tore. Mitte 2015 unterschrieb er einen Vertrag beim aserbaidschanischen Verein Zirə FK. Nach 29 Spielen und 14 Toren ging er nach Portugal und schloss sich Nacional Funchal, auch bekannt als Nacional Madeira, an. Nach 14 Spielen und 2 Toren im Jahr 2016 wurde er die Saison 2017 in die Türkei zum dort ansässigen Gazişehir Gaziantep FK verliehen. 2017 wechselte er innerhalb Portugal den Verein. Er schloss sich dem Zweitligisten UD Oliveirense an, wo er in sechs Spielen nur zweimal traf. 2018 unterschrieb er einen Vertrag beim thailändischen Erstligisten Sukhothai FC. Hier lief er 33 Mal auf und erzielte 25 Treffer. In der Top-Torschützenliste erreichte er den vierten Platz. Nach dem erfolgreichen Jahr in Sukhothai wurde er Anfang 2019 vom Hauptstadtclub Bangkok United verpflichtet. In zwanzig Spielen traf er 2019 sechzehnmal das Tor. Im August 2020 wurde er an den Ligakonkurrenten Port FC ausgeliehen. Für den Bangkoker Verein absolvierte er 20 Erstligaspiele. Nach Ende der Ausleihe wurde Bonilla am 16. August 2021 fest von Port unter Vertrag genommen. Nach insgesamt 41 Erstligaspielen wurde sein Vertrag im Sommer 2022 nicht verlängert. Knapp zwei Monate später kehrte Bonilla dann zu seinem ehemaligen Verein Alianza FC die heimische Primera División zurück. Doch schon im Dezember 2022 wechselte er zurück in die Thai League und unterschrieb einen Vertrag bei Chiangrai United. Für den Erstligisten aus Chiangrai stand er zwölfmal in der Liga auf dem Spielfeld. Zu Beginn der Saison 2023/24 wechselte er im Juni 2023 zu seinem ehemaligen Verein Sukhothai FC. Hier bestritt er 25 Ligaspiele. Nach einer Spielzeit zog es ihn nach Malaysia. Hier unterschrieb er einen Vertrag beim Erstligisten Terengganu FC.

### Nationalmannschaft
Seit 2012 lief der Stürmer insgesamt 57-mal für die A-Nationalmannschaft von El Salvador auf und erzielte dabei 19 Treffer. Mit der Auswahl nahm er bisher dreimal am CONCACAF Gold Cup sowie zweimal an der Zentralamerikameisterschaft teil.

## Erfolge
- Salvadorianischer Meister: 2011 (Clausura)